# لارا استون
لارا استون (به انگلیسی: Lara Stone) (زاده ۲۰ دسامبر ۱۹۸۳) مدل هلندی است.